# Flogging Molly
Flogging Molly (engl. für „Molly auspeitschen“) ist eine irisch-US-amerikanische Folk-Punk-Rock-Band aus Los Angeles. Dort gründete sie sich 1997 im Molly Malone’s Pub. Ihre Musik besteht aus einer Mischung von Elementen aus irischer Folklore und Punkmusik. Die traditionelle irische Besetzung von Folk-Gitarre, Mandoline, Banjo, Akkordeon, Fiddle und Tin Whistle wird durch die für die Punkmusik charakteristischen Instrumente E-Gitarre, E-Bass und Schlagzeug verstärkt.

## Geschichte
Der aus Dublin stammende Dave King war in jungen Jahren der „Number-One-Fan“ der folkloristisch angehauchten Heavy-Metal-Band Mama’s Boys, die später als Celtus dem Irish Folk noch mehr Raum gaben. Derart inspiriert nahm King den Sänger-Posten bei der Heavy-Metal-Band Fastway an, die in den späten 1980er und frühen 1990er Jahren aktiv war und in der auch der ehemalige Motörhead-Gitarrist „Fast“ Eddie Clarke spielte. Nachdem King 1988 bei Fastway ausgestiegen und sein Projekt Katmandü gescheitert war, spielte er gelegentlich in Pubs. Mit der Zeit schlossen sich ihm weitere Musiker an, bis 1997 schließlich Flogging Molly gegründet wurde. Die Band bestand zu diesem Zeitpunkt aus Dave King (Gesang und Akustik-Gitarre), Bridget Regan (Geige), George Schwindt (Schlagzeug), Ted Hutt (Gitarre), Toby Mc Callum (Mandoline) und Jeff Peters (Bass). Das erste Album Alive Behind the Green Door wurde im Pub Molly Malone’s in Los Angeles im Jahr 1997 aufgenommen und im Eigenvertrieb aufgelegt, um Geld in die Band-Kasse zu bringen. 2005 wurde dieses Album durch SideOneDummy Records erneut veröffentlicht. In der Zeit zwischen 1997 und 2001 erfolgten einige Wechsel in der Bandbesetzung. Das endgültige Line-up, das bis Januar 2007 Bestand hatte, war: Dave King, Bridget Regan, Dennis Casey, Matt Hensley, Nathen Maxwell, George Schwindt und Robert „Bob“ Schmidt.
Nach dem Vertragsabschluss bei Side One Dummy Records folgte 2000 das von Steve Albini produzierte Album Swagger, das in Europa auf dem schwedischen Label Burning Heart Records veröffentlicht wurde. Mit den 2002 fertiggestellten Drunken Lullabies konnte sich die Band 2002 auf Platz 157 der Billboard Charts platzieren, der Nachfolger Within a Mile of Home schaffte es 2004 auf Platz 20 und auf Platz 1 der Billboard Indie-Charts. Anfang 2007 verließ Matt Hensley, der zudem professioneller Skateboarder ist, die Band, um mehr Zeit mit seiner Familie verbringen zu können. Ersetzt wurde er bei Live-Auftritten in dieser Zeit von PJ Smith und Damien O’Merril. Im Herbst 2007 kehrte Matt wieder in die Band zurück und ist auf dem Album Float zu hören, welches am 4. März 2008 veröffentlicht wurde.
Am 27. Mai 2011 erschien das Album Speed of Darkness in den Vereinigten Staaten, die Single Don’t Shut ’em Down war bereits vorher als kostenloser Download verfügbar. Im Jahr 2015 startete Flogging Molly eine The Salty Dog Cruise genannte Festivalkreuzfahrt. Sie dauert drei Nächte und vier Tage und führt von Miami startend über zwei Stationen auf den Bahamas (Nassau und eine Privatinsel) zurück zum Startpunkt. 2016 fiel der Festivaltermin mit dem St. Patrick’s Day zusammen. Das Line-up beinhaltete einige Größen des Irish Folk- und Punkgenres.
Im Jahr 2017 erschien das Album Life Is Good. Bereits seit dem Jahr 2016 spielt Mike Alonso als neuer Schlagzeuger in der Band.

## Diskografie

### Studioalben
- 2000: Swagger
- 2002: Drunken Lullabies
- 2004: Within a Mile of Home
- 2008: Float
- 2011: Speed of Darkness
- 2017: Life Is Good
- 2022: Anthem

### Andere Alben
- 1997: Alive Behind the Green Door (26f Records)
- 2006: Whiskey on a Sunday (CD+DVD;SideOneDummy, Tedd Hutt)
- 2007: Complete Control Sessions (EP; SideOneDummy; erhältlich nur über iTunes)
- 2010: Live at the Greek Theatre (SideOneDummy)

Swagger und Drunken Lullabies erschienen in Europa ebenfalls bei Burning Heart (der Song Sentimental Johnny auf Swagger wurde auf der europäischen Pressung durch eine spanische Version ersetzt). Der Song The Worst Day Since Yesterday von diesem Album wurde als Soundtrack in der 9. Episode der 1. Staffel der Fernsehserie Stargate Universe verwendet.

### Singles
- 2000: Salty Dog
- 2002: Drunken Lullabies
- 2004: The Seven Deadly Sins
- 2008: Float
- 2008: Requiem for a Dying Song
- 2009: The Lightning Storm
- 2010: Punch Drunk Grinning Soul
- 2011: Don’t Shut ’em Down
- 2011: Revolution
- 2011: The Heart of the Sea
- 2017: The Hand of John L. Sullivan
- 2018: Going Home
- 2018: There's Nothing Left Pt. 2

### Videoalben
- 2006: Whiskey on a Sunday (US: Platin)